# Črenšovci
Črenšovci (madžarsko Cserföld; zgodovinsko Črensovci, kar je tudi uradno ime župnije) so naselje v Občini Črenšovci, ki leži med Mursko Soboto in Lendavo. 
Sosednje vasi so Hotiza, Turnišče, Odranci, Trnje, Žižki, Srednja Bistrica, Dolnja Bistrica, Gornja Bistrica.

## Pomembni ljudje iz Črenšovcev
- Jakob Sabar - pisatelj. Živel je v Črenšovcih.
- Jožef Klekl - politik in duhovnik, tukaj kaplanoval in deloval v pokoju.
- Vilmoš Tkalec - vladar Murske republike, tukaj je delal kot učitelj.
- Jožef Margitaj - slovenskega rodu hrvaško-madžarski novinar, propagandist, madžaron in pisatelj, tukaj se je rodil.
- Miha Matjašec - slovenski nogometaš